# Ungarische Weltkriegs-Erinnerungsmedaille

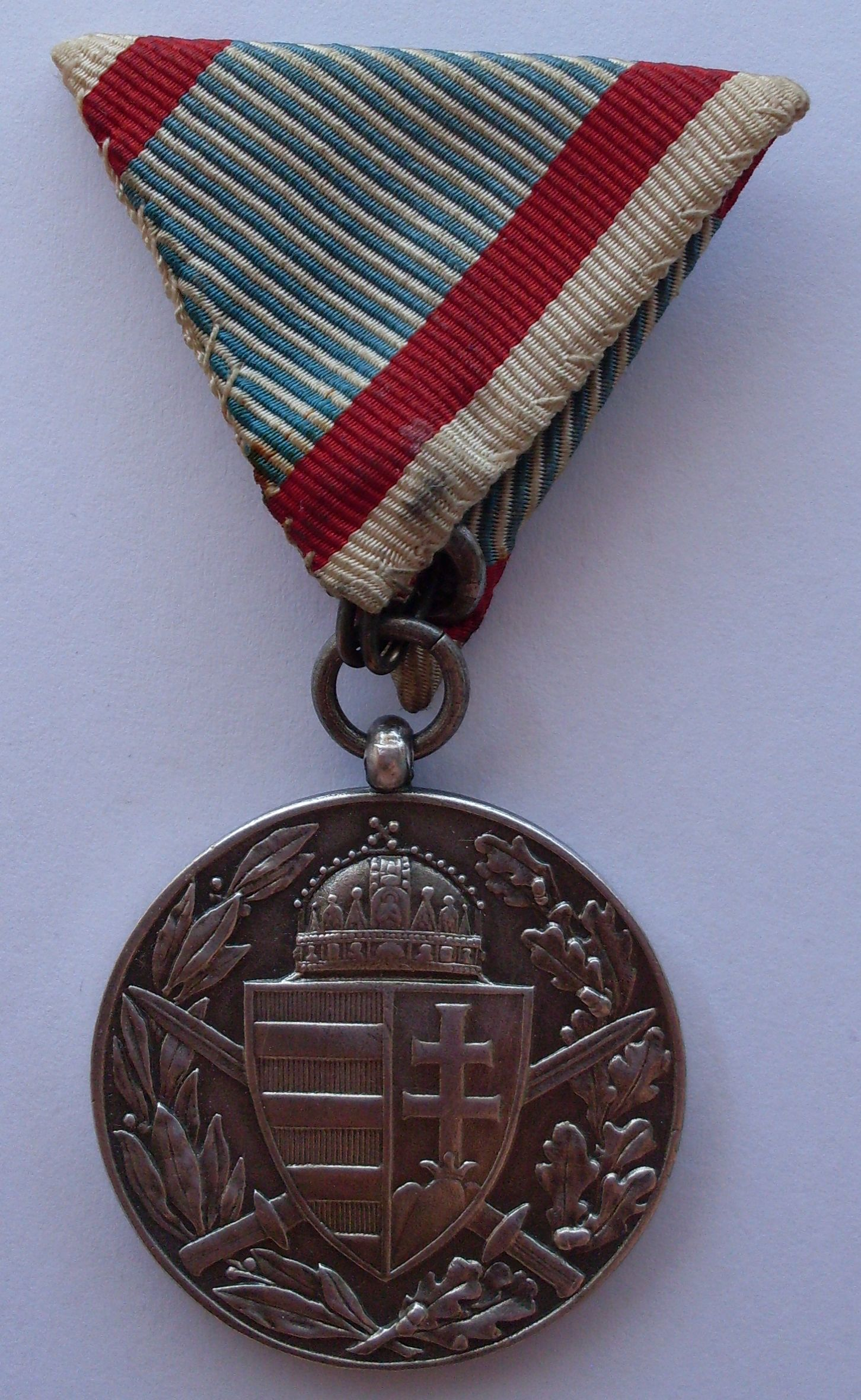
Avers der Medaille mit Schwertern

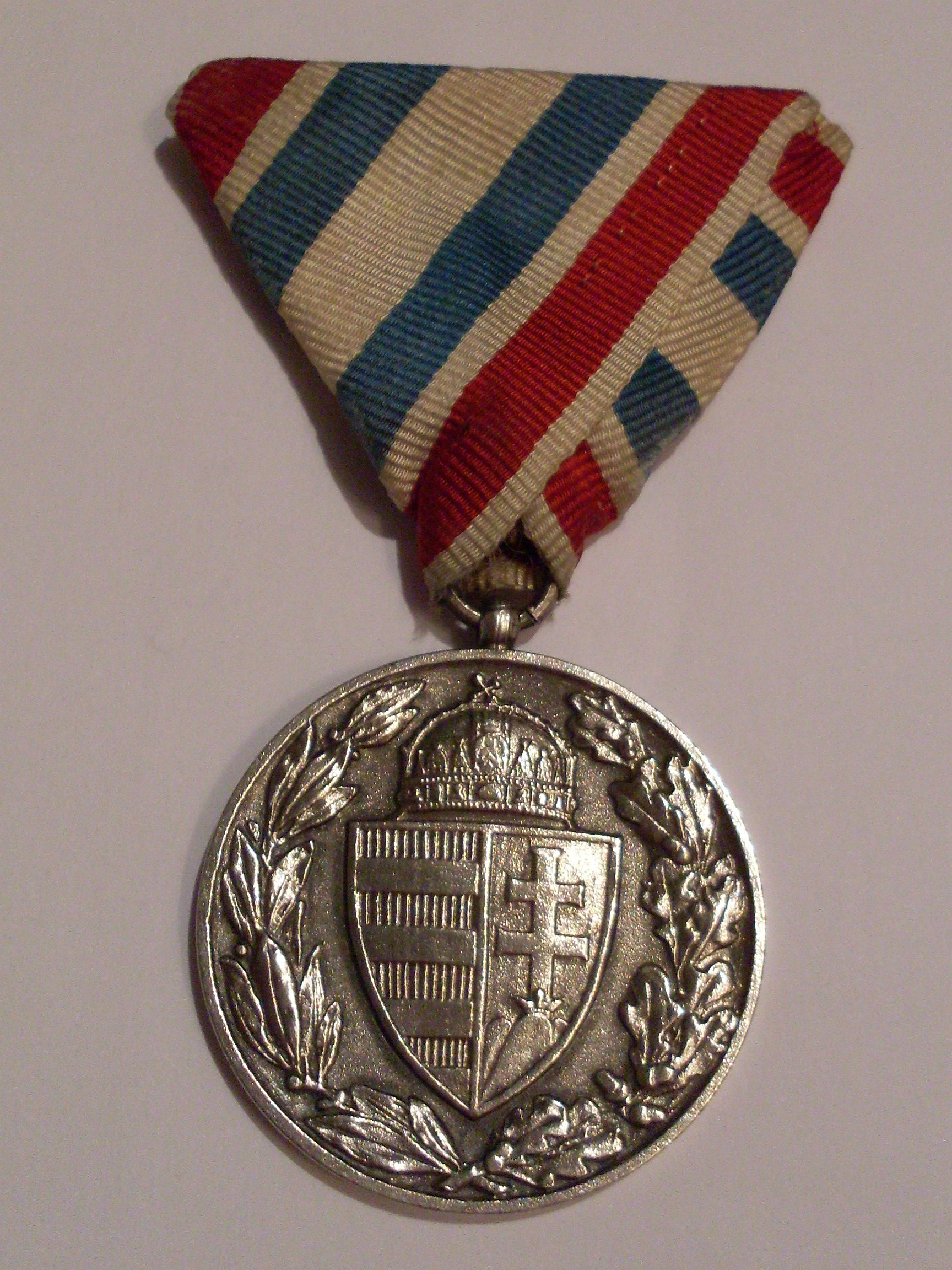
Avers der Medaille ohne Schwerter am Nichtkämpferband

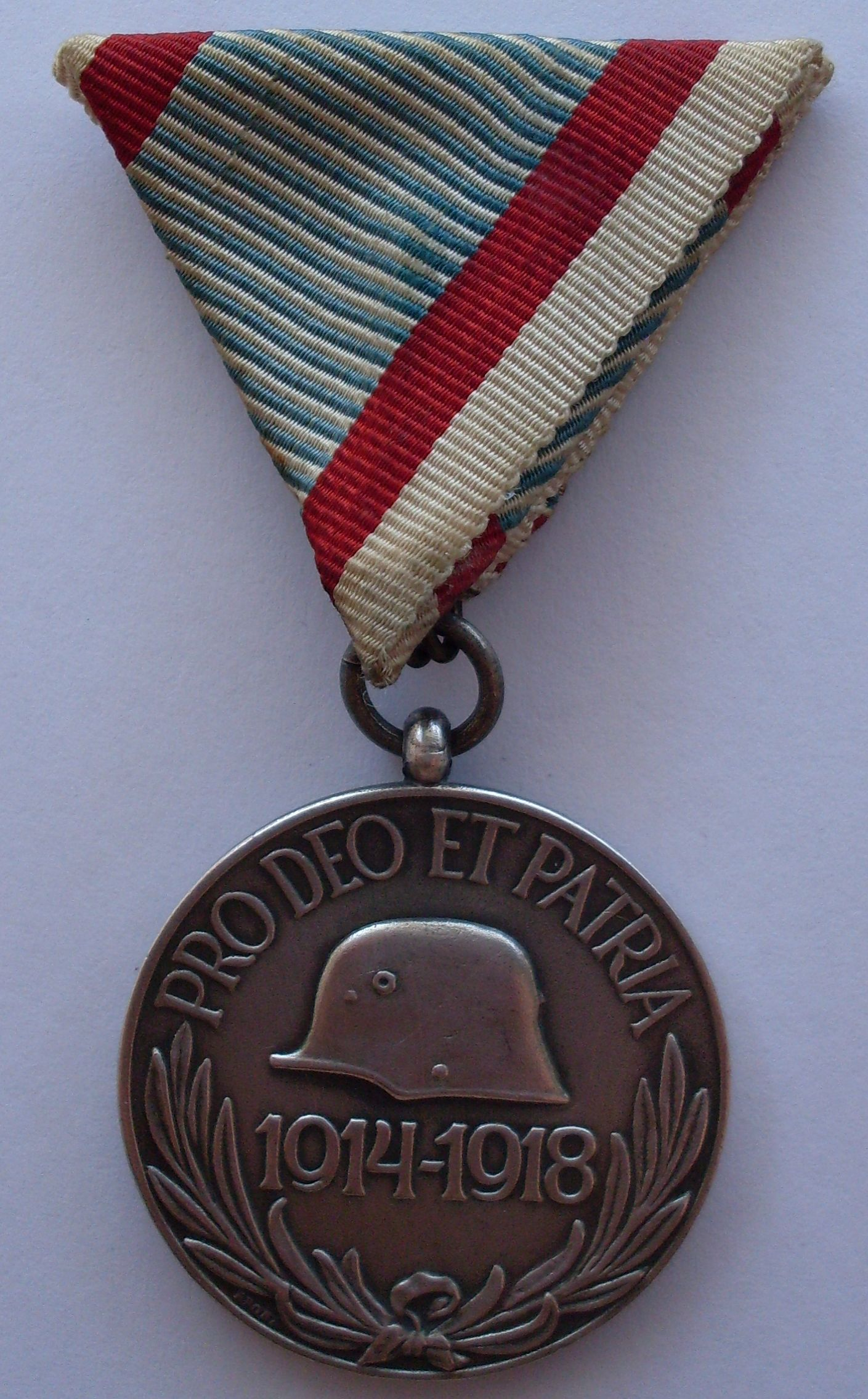
Revers der Medaille mit Schwertern

Die Ungarische Weltkriegs-Erinnerungsmedaille (hu. Magyar Háborús Emlékérem) wurde am 26. Mai 1929 durch Reichsverweser Miklós Horthy gestiftet und war zur Verleihung an Personen vorgesehen, die während des Ersten Weltkriegs an der Front gekämpft oder in der Heimat sich um die Versorgung und Pflege von Verwundeten oder Kriegsgefangenen gesorgt hatten.

## Aussehen
Die Auszeichnung ist eine aus Tombak gefertigte, versilberte runde Medaille mit einem Durchmesser von 31 mm und zeigt das von der Stephanskrone überragte kleine Wappenschild Ungarns. Umlaufend sind ein Eichen- (links) und ein Lorbeerzweig (rechts) mit kleinen Früchten zu sehen. Im Revers mittig die Jahreszahl 1914-1918 sowie im oberen Halbkreis die Inschrift PRO DEO ET PATRIA (Für Gott und Vaterland). Der untere Halbkreis wird von zwei zusammengebundenen Palmzweigen geziert.
Frontkämpfer erhielten die Auszeichnung mit zwei gekreuzten Schwertern unter dem Wappenschild sowie einem Stahlhelm über der Jahreszahl.
Die Verleihung der Medaille ohne Schwerter erfolgte an Personen, welche im Interesse der Kriegsverwundeten, Kranken oder Kriegsgefangenen eine erfolgreiche Tätigkeit entfaltet hatten; den Kriegswitwen und Kriegswaisen und denjenigen Personen, deren Angehöriger Familienhalter oder Abkömmling gerader Linie infolge Kriegsverwundung oder im Feld erlittener Gesundheitsschädigung gestorben waren; den bürgerlichen Personen die während des Krieges, einschließlich bis 30. Oktober 1918, bei der Armee im Felde oder im rückwärtigen Armeegebiet Staatsdienst oder einen damit gleichzusetzenden Dienst leisteten und durch diese Tätigkeit zur Förderung der Interessen der Wehrmacht beigetragen haben (Verwaltung, Post, Telegraph, Eisenbahn, Schifffahrt, Kriegsindustrie usw.).

## Trageweise
Vom Dreiecksband, an dem die Medaille auf der linken Brustseite getragen wurde, existierten zwei Arten: Für Frontkämpfer ist es ein weißes Band mit einem breiten Mittelstreifen, der waagrecht grün-rot-weiss gerippt ist und von einem roten Seitenstreifen eingefasst wird. Nichtkämpfer erhielten die Auszeichnung an einem weißen Band mit zwei grünen Mittel- sowie einem roten Seitenstreifen.